# Franco Concas
Franco Concas (Villacidro, 17 giugno 1927 – Vittorio Veneto, 3 ottobre 2009) è stato un politico italiano.

## Biografia
Deputato socialista, eletto nel 1953 (II Legislatura) nel collegio di Treviso-Venezia. Fu rieletto nel 1958 (III legislatura). Divenne Consigliere Regionale nel 1970, si dimise nel 1972. Fu rieletto alla Camera nel 1972 (VI legislatura). Fu sindaco di Vittorio Veneto dal 1982 al 1985, venne rieletto nel 1985 e restò sindaco fino al 1988.
Nel 1953, al momento della elezione, fu il più giovane deputato eletto alla Camera: aveva 26 anni.